# Скиопарело III (Ливорно)
Скиопарело III је насеље у Италији у округу Ливорно, региону Тоскана.
Према процени из 2011. у насељу је живело 70 становника. Насеље се налази на надморској висини од 9 м.